# خبازة صغيرة الأزهار
خبازة صغيرة الأزهار أو خبازي شيطانية (الاسم العلمي: Malva parviflora) هي نوع نباتي يتبع جنس الخبازة من الفصيلة الخبازية. يطلق عليها شعبيا اسم الخبيزة.

## الموئل والانتشار
موطنها بلاد الشام ومصر والمغرب العربي ومعظم مناطق حوض البحر الأبيض المتوسط والقوقاز.

## الوصف النباتي

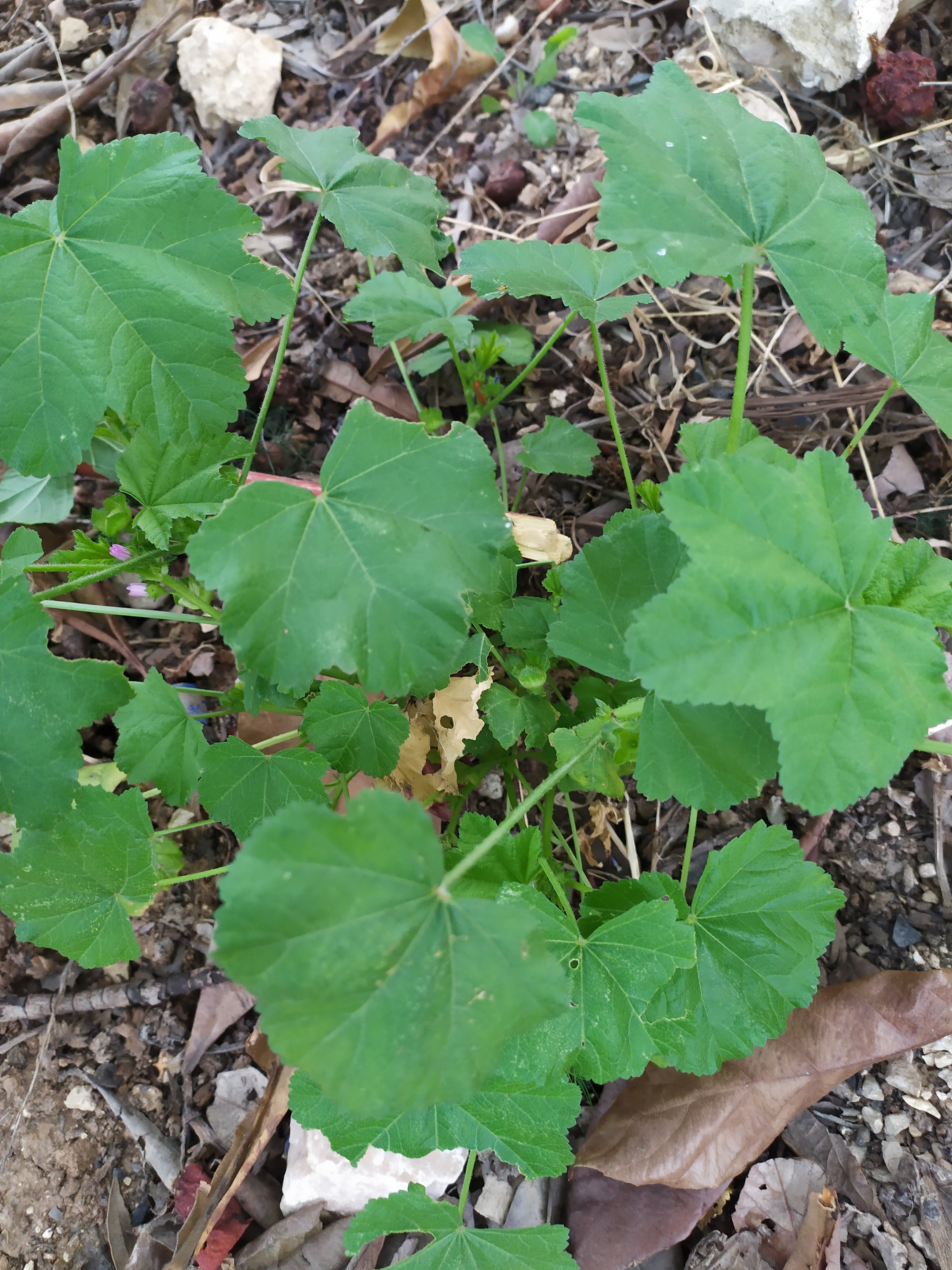
نبات الخبيزة

الخبازة صغيرة الأزهار نبات عشبي حولي قصير يتراوح ارتفاعه ما بين 6 إلى 10 سم، له ساق واحدة تنمو من الجذر. الأوراق دائرية الشكل، والنورات في مجاميع ذات لون زهري والثمار صغيرة جداً. النبات شتوي، يتكاثر بالبذور.

## القيمة الغذائية
يحتوي نبات الخبيزة على كمية جيدة من المعادن المفيدة للجسم خصوصا الكالسيوم والمغنيسيوم. يحتوي هذا النبات أيضا على البوتاسيوم والحديد والسيلينيوم وفيتامين أ وفيتامين ج.